# (185105) 2006 SV23
2006 أس في 23 (ويعرف أيضًا باسم (185105) 2006 أس في 23 وفق تسمية الكوكب الصغير) (بالإنجليزية: 2006 SV23)‏ هو كويكب ضمن حزام الكويكبات؛ وترتيبه 185105 من حيث الاكتشاف.
اكتُشف هذا الجُرم الفلكي بواسطة ماسح السماء كاتالينا في 18 سبتمبر 2006.

## وصلات خارجية
- (185105) 2006 SV23 في قاعدة بيانات مختبر الدفع النفاث لأجرام النظام الشمسي الصغيرة

- الاكتشاف · مخطط المدار ·  العناصر المدارية · المعلمات المادية

- (185105) 2006 SV23 على موقع ويكي سكاي: DSS2, SDSS, GALEX, IRAS, Hydrogen α, X-Ray, Astrophoto, Sky Map, Articles and images